# Homești
Homești – wieś w Rumunii, w okręgu Buzău, w gminie Grebănu. W 2011 roku liczyła 960 mieszkańców.